# حياضة (العدين)

تعديل مصدري - تعديل

حياضة محلة تابعة لقرية قصيع شلف، التابعة لعزلة شلف بمديرية العدين إحدى مديريات محافظة إب في الجمهورية اليمنية، بلغ تعداد سكانها 129 حسب تعداد اليمن لعام 2004.